# Skrajna Świstowa Ławka
Skrajna Świstowa Ławka (słow. Predná Svišťová štrbina) – przełęcz znajdująca się w grani Świstowych Turni (fragmencie Świstowej Grani) w słowackich Tatrach Wysokich. Jej siodło oddziela Skrajną Świstową Turnię od Wysokiej Świstowej Turni. Na siodło Skrajnej Świstowej Ławki nie wiodą żadne znakowane szlaki turystyczne, jest dostępna jedynie dla taterników.
W kierunku Doliny Świstowej przełęcz ta opada trawiastym stokiem, który nieco niżej podcięty jest skałami. W stronę doliny Rówienki opada spod Skrajnej Świstowej Ławki dość urwisty żleb. Podane poniżej pierwsze wejście zimowe na jej siodło nie jest pewne, gdyż nie wiadomo, od którego miejsca Jan Červinka i František Pašta zaczęli przechodzić grań Świstowych Turni.

## Historia
Pierwsze wejścia turystyczne:
- Władysław Kulczyński junior, Mieczysław Świerz i Tadeusz Świerz, 6 sierpnia 1908 r. – letnie,
- Jan Červinka i František Pašta, przy przejściu granią, 6 grudnia 1954 r. – zimowe.